# Camcorder
Um camcorder é um dispositivo eletrônico portátil (geralmente uma câmera digital) que grava vídeo e áudio em dispositivos de armazenamento. O camcorder contém tanto câmera quanto gravador em uma só unidade.
Atualmente as novas camcorders gravam em formato digital, o que permite uma facilidade na captura e edição do vídeo. Para usuários que não se interessam em edição, vários aparelhos gravam diretamente para DVD.

## Formatos

### Amador
- VHS
- VHS-C
- Video8
- Hi8
- MiniDV
- Digital8
- MICROMV
- DVD
- Memória flash

### Profissional
- Betamax
- DV
- HDV
- Hard Disk